# Agrotis desertorum
Agrotis desertorum är en fjärilsart som beskrevs av Jean Baptiste Boisduval 1840. Agrotis desertorum ingår i släktet Agrotis och familjen nattflyn. Inga underarter finns listade i Catalogue of Life.